# الپین، بخش تالادگا، آلاباما
الپین، بخش تالادگا، الاباما (به انگلیسی: Alpine, Talladega County, Alabama) یک منطقهٔ مسکونی در ایالات متحده آمریکا است که در آلاباما واقع شده‌است.

## خصوصیات
الپین ۱۴۲٫۹۵ متر بالاتر از سطح دریا واقع شده‌است.